# James Davey
James Davey (ur. 25 grudnia 1880 w Redruth, zm. 18 października 1951 tamże) – angielski rugbysta grający na pozycji łącznika ataku, olimpijczyk, zdobywca srebrnego medalu w turnieju rugby union na Letnich Igrzyskach Olimpijskich w 1908 roku w Londynie.

## Kariera sportowa
W trakcie kariery sportowej związany był głównie z klubem Redruth RFC, w którym zadebiutował w 1899 roku, a niedługo później został wybrany do drużyny hrabstwa. W 1902 roku wyjechał do Witwatersrand, gdzie zajmował się wydobyciem złota, a także grał w miejscowych klubach. Został również wybrany do regionalnej drużyny Transwalu, której był kapitanem w latach 1904–1906 w rozgrywkach Currie Cup. Rozważana była również możliwość jego gry dla Springboks, jednak w 1907 roku powrócił do Wielkiej Brytanii, gdzie ponownie występował w drużynach Redruth i Kornwalii.
W 1908 roku z zespołem Kornwalii – ówczesnym mistrzem angielskich hrabstw wytypowanym przez Rugby Football Union na przedstawiciela Wielkiej Brytanii – zagrał w turnieju rugby union na Letnich Igrzyskach Olimpijskich 1908. W rozegranym 26 października 1908 roku na White City Stadium spotkaniu Brytyjczycy ulegli Australijczykom 3–32. Jako że był to jedyny mecz rozegrany podczas tych zawodów, oznaczało to zdobycie przez Brytyjczyków srebrnego medalu.
Był jednym z trzech zawodników tej drużyny, który wcześniej uczestniczył w rozgrywkach międzynarodowych. W reprezentacji Anglii w latach 1908–1909 rozegrał dwa spotkania nie zdobywając punktów.
Z drużyną British and Irish Lions wziął także udział w tournée do Nowej Zelandii i Australii w 1908 roku. Wystąpił wówczas w trzynastu meczach, w tym jednym testmeczu przeciw All Blacks.